# Bush coconut
El bush coconut, coco de arbusto, o manzana de eucalipto, es un alimento tradicional de los aborígenes australianos. Se trata de una agalla de eucalipto inducida por insectos del género Coccoidea (cochinillas). El bush coconut se consume en Australia Occidental, el Territorio del Norte, Queensland y Nueva Gales del Sur.
Se origina cuando una hembra adulta de cochinilla y sus crías (del género Cystococcus) viven en una agalla inducida en un eucalipto (Corymbia). Los bush coconuts pueden variar del tamaño de una pelota de golf a una de tenis. Tienen una capa exterior dura y grumosa. La capa interior es una pulpa blanca que contiene el insecto hembra y sus crías. Se conocen tres especies de Cystococcus responsables de la formación del bush coconut: Cystococcus pomiformis, Cystococcus echiniformis y Cystococcus campanidorsalis.  La especie más común es C. pomiformis.
El bush coconut se recoge del árbol huésped y se abre para poder comer la pulpa y las cochinillas. Ambos tienen un alto contenido proteínico y son utilizados como fuente de alimento por humanos y otros animales. El nombre de «coco de arbusto (en español)» procede de la carne blanca de la capa interior, que tiene un aspecto similar al de un coco, y se dice que el sabor de la pulpa es a coco. El bush coconut se ha representado en los sueños de los indígenas australianos y se ha utilizado como inspiración en sus obras de arte.

## Descubrimiento
El bush coconut no se mencionaba en los primeros documentos sobre alimentos aborígenes a base de insectos y se considera uno de los bush tucker (alimentos) menos conocidos consumidos por los aborígenes. El bush coconut fue descrito por primera vez por Walter Wilson Froggatt en 1893 como Brachyscelis pomiformis. Walter Froggatt recolectó material en el noroeste de Australia y mencionó dos lugares en su descripción original de la especie: Torrens Creek (norte de Queensland) y Barrier Ranges, (norte de Australia Occidental). Froggatt señaló que los aborígenes comían tanto el insecto como la carne blanda de la tierna agalla.
La especie identificada por Froggatt ha sido revisada varias veces, pasando de Brachyscelis pomiformis a Apiomorpha pomiformis, a Ascelis pomiformis y finalmente a Cystococcus pomiformis. En 1897, el entomólogo australiano Claude Fuller describió brevemente otra especie de insecto inductor del bush coconut: Cystococcus echiniformis. En 1899, Fuller proporcionó una descripción más detallada junto con dibujos lineales de la hembra adulta y su agalla. Algunos científicos consideraban que C. pomiformis y C. echiniformis pertenecían al género Ascelis. Sin embargo, esto fue rechazado en 1986 por P. J. Gullan y A. F. Cockburn, quienes descubrieron que Ascelis y Cystococcus están estrechamente relacionados, pero son géneros distintos. En un artículo publicado en 1986, identificaron lo que sospechaban que era una tercera especie, que fue bautizada y descrita formalmente como C. campanidorsalis en 2015 por Semple et al. Los bush coconuts se encuentran en muchas especies diferentes de eucaliptos de madera de sangre (Corymbia) en toda Australia.

## Descripción
El bush coconut es una agalla de insecto. Es una combinación de planta y animal: una hembra adulta de cochinilla vive en una agalla inducida en una Corymbia, el eucalipto de madera de sangre.

### Cochinillas o insectos escamas
El insecto que induce la agalla es un cóccido del género Cystococcus. Se han identificado tres especies: C. pomiformis, C. campanidorsalis y C. echiniformis. La especie más común es C. pomiformis. El cóccido vivo es de color amarillo verdoso.

#### Hembra
La hembra de Cystococcus no tiene patas, alas ni antenas y se ha descrito como «parecida a un gusano». Las hembras alcanzan los 4 cm de longitud. El cuerpo es de forma elíptica a subesférica y de color amarillo verdoso. La hembra vive en el interior carnoso de la agalla.El ano de la hembra no es funcional. Las hembras suelen ser de cuerpo blando, aunque la esclerotización produce un «botón» dorsal duro y placas porosas ventrales.
El botón se utiliza para taponar la entrada de la agalla y también es el lugar donde se produce el apareamiento. La forma del botón distingue las especies de Cystococcus. Esto permite identificar a la hembra sin necesidad de abrir la vesícula. C. pomiformis tiene un botón convexo que varía de ancho y en forma de cúpula a puntiagudo y cónico, C. campanidorsalis tiene un botón acampanado y C. echiniformis tiene un botón cóncavo.
Otro rasgo distintivo de las hembras de las cochinillas es el dibujo de sus placas porosas ventrales.Las placas porosas son un órgano sensorial (olfativo) de los insectos. En Cystoccocus, cada placa porosa de la hembra adulta se compone de poros agrupados y rodeados por una cutícula esclerotizada que forma la placa. Las placas porosas producen una cera blanca en polvo cuando el insecto está vivo. Se desconoce la función de esta cera. C. echiniformis presenta una agrupación de placas de poros sin patrón. Las placas porosas de C. campanidorsalis están claramente separadas por bandas transversales. C. pomiformis tiene placas de poros que se agrupan alrededor de la vulva y no están claramente separadas en bandas transversales de esclerotización.
Los nombres de las tres especies de cochinillas que inducen los bush coconuts reflejan características observables. El nombre campanidorsalis procede del botón en forma de campana (en latín), y de que está situado dorsalmente en lugar de caudalmente. Pomiformis significa «como una manzana» en latín y hace referencia a la forma y el tamaño de la vesícula que induce C. pomiformis. Echiniformis es una palabra latina que significa con forma de erizo y puede referirse a la forma nudosa y la textura irregular de la vesícula inducida por C. echiniformis.

#### Macho

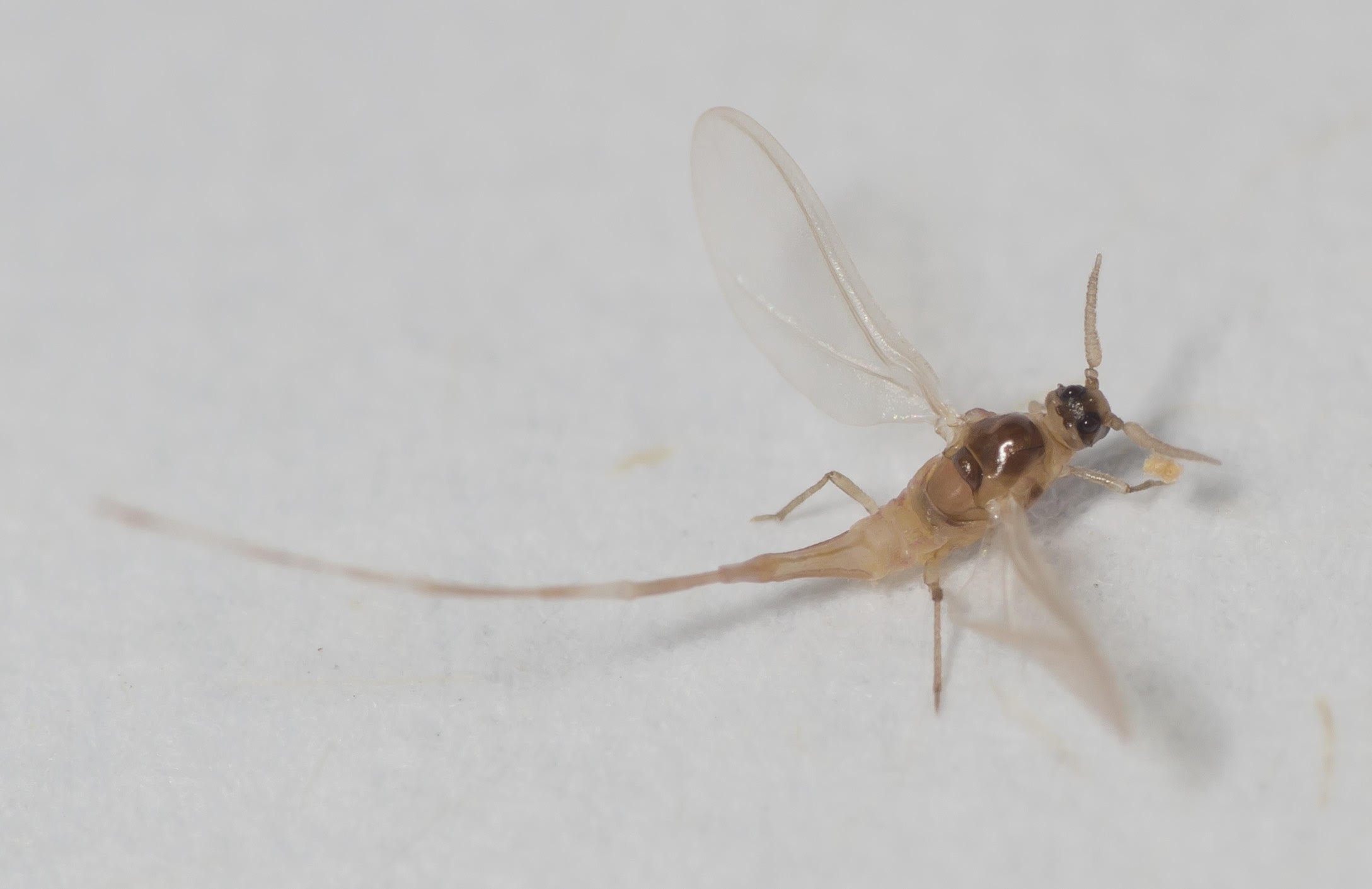
Macho adulto de C. campanidorsalis

Es difícil distinguir las distintas especies de machos adultos dentro del género Cystococcus. Los machos adultos miden hasta 9,5 mm de largo y tienen un abdomen alargado, probablemente una adaptación para permitir el apareamiento a través de la entrada de la agalla. Los machos tienen alas púrpuras que les permiten transportar a las crías hembras inmaduras fuera de la agalla. Cada agalla alberga entre 1700 y 4600 machos.

### Agalla

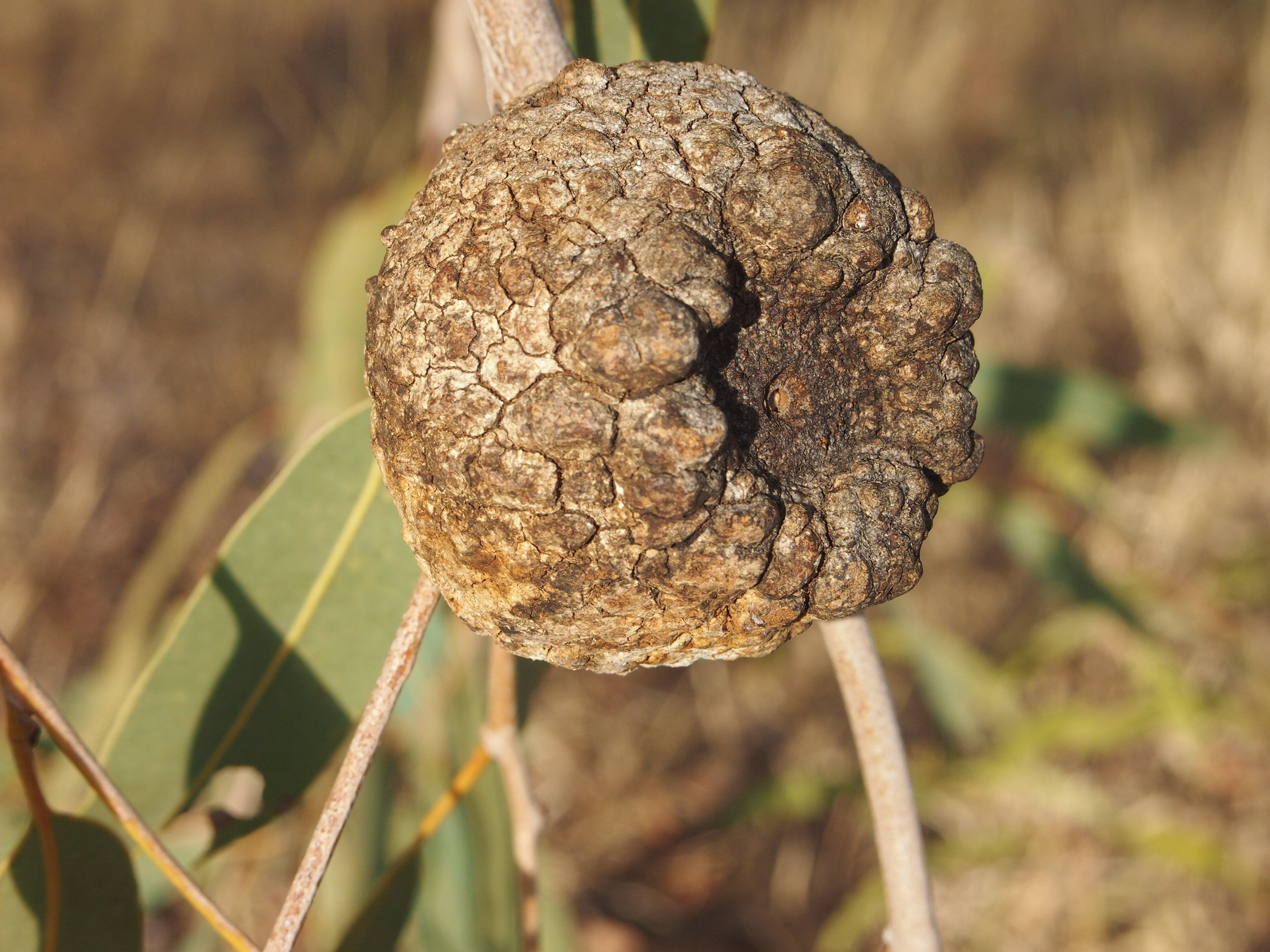
Una agalla de bush coconut en Corymbia opaca que contiene cochinillas vivas del género Cystococcus

La agalla del bush coconut es un crecimiento anormal del tejido vegetal que se produce en las hojas, ramitas o ramas del árbol huésped.Las agallas del bush coconut tienen una superficie irregular y una forma variable, pero generalmente son esféricas y tienen el aspecto de una fruta pequeña. El tamaño de las agallas varía dentro de cada especie y entre especies, y suele oscilar entre el de una pelota de golf y el de una pelota de tenis. La agalla producida por C. pomiformis es la de mayor tamaño medio. La agalla del bush coconut tiene una capa exterior dura y una capa interior blanda y carnosa que recubre la cavidad donde se aloja la hembra adulta de la cochinilla. La capa externa tiene una textura superficial que varía de lisa a grumosa y nudosa. La capa interna es una carne blanca lechosa de hasta 1 cm de profundidad. La carne blanca y el aspecto transversal contribuyen al nombre en español de «coco de arbusto» porque su aspecto es similar al de un coco. También se dice que la carne blanca tiene un sabor parecido al del coco. En las agallas maduras, el insecto hembra se adhiere a la pared interior por un delgado punto de fijación con un pequeño orificio hacia el exterior. El insecto hembra y sus crías se alimentan de la capa carnosa.
El aspecto de las agallas difiere ligeramente entre especies. C. campanidorsalis induce agallas de 18 a 28 mm de diámetro y la superficie de la agalla suele tener una capa exterior suelta y escamosa de color entre marrón claro y marrón oscuro. C. echiniformis induce agallas con un diámetro de 16 a 49 mm. La textura de la superficie varía de lisa a rugosa y el color suele ser marrón crema, pero cambia a gris o negro a medida que el insecto hembra envejece y muere. C. pomiformis suele inducir agallas que tienen una superficie irregular y grumosa con un diámetro de 13 a 90 mm. La superficie de la agalla suele ser pálida y de color marrón crema cuando el insecto está vivo, pero se oscurece y la superficie se vuelve nudosa cuando el insecto muere.
La planta huésped más común es el árbol del desierto, Co. terminalis, que da al bush coconut el nombre alternativo de «manzana de los arbustos».La agalla del bush coconut tiene dos proyecciones foliares que pueden servir para camuflarse de los animales, incluidas las cacatúas y los loros, que pueden alimentarse de la cochinilla. Los bush coconuts suelen encontrarse en racimos en ramas pequeñas y jóvenes del árbol huésped.Su esperanza de vida oscila entre 18 y 26 semanas.

## Ecología
La formación de la agalla del bush coconut es el resultado de una relación simbiótica entre el huésped y la hembra de la cochinilla.
La pulpa interior del bush coconut proporciona protección a la cochinilla hembra, así como alimento para ella y sus crías. La reproducción tiene lugar cuando un coccidio macho introduce su abdomen a través de un pequeño orificio en la agalla para aparearse con la hembra. La reproducción implica un proceso conocido como dicronismo sexual, en el que la hembra adulta controla la asignación del sexo de su descendencia para producir machos y hembras en diferentes momentos. La hembra adulta da a luz primero a las crías macho. Los machos se alimentan de la carne del bush coconut y se convierten en adultos alados. Una vez que los machos casi han madurado dentro de la agalla, se producen las crías hembras. Cuando la madre muere, las crías hembras inmaduras y sin alas son transportadas fuera de la agalla materna en los alargados abdómenes de sus hermanos machos y depositadas en un árbol huésped para comenzar de nuevo el ciclo. Los machos vuelan entonces en busca de pareja.

## Distribución y hábitat

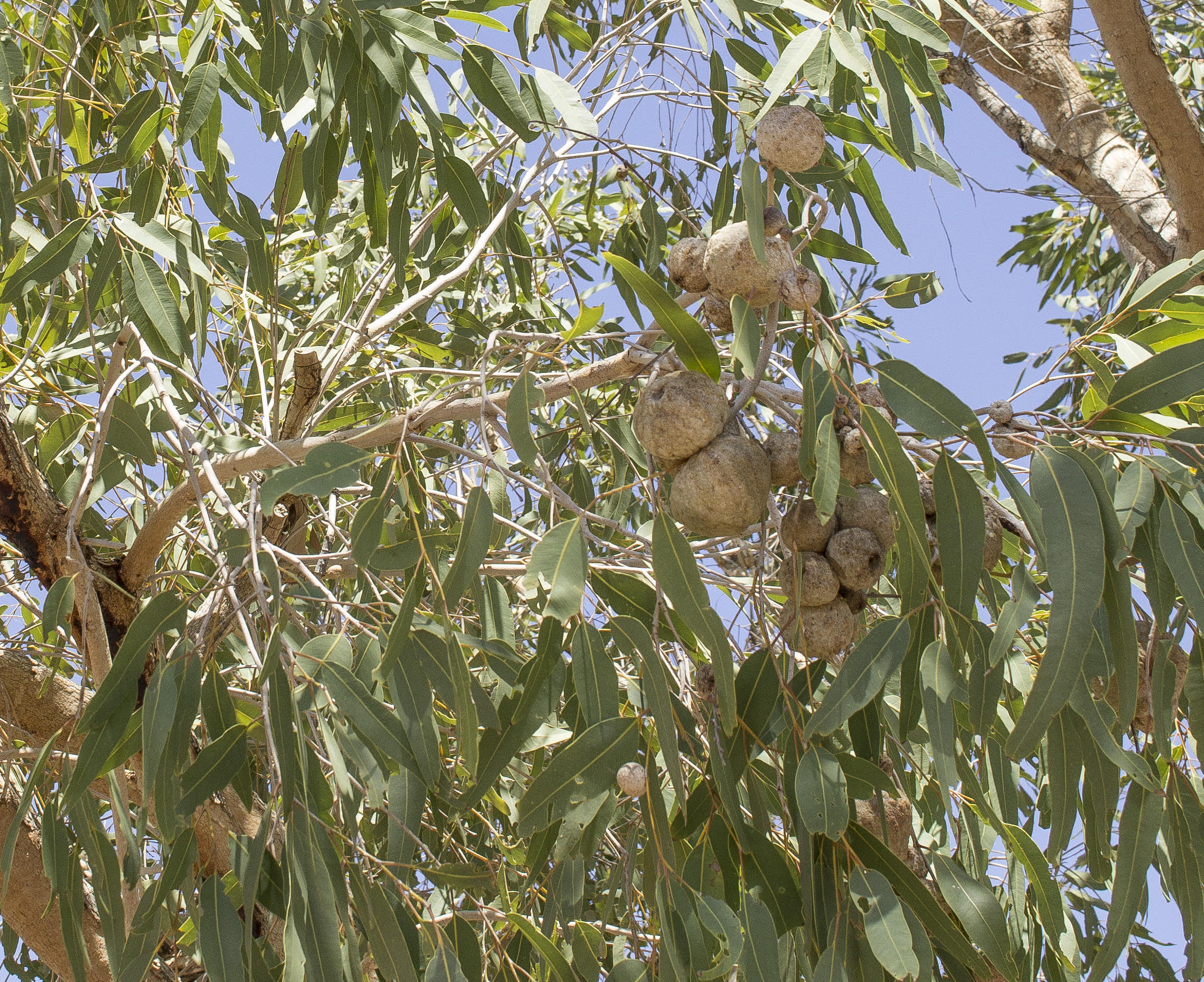
Racimo de bush coconuts (género Cystococcus) en un eucalipto de madera sanguina (Corymbia)

El bush coconut suele encontrarse en los bosques de sabana y los bosques esclerófilos secos del norte y centro de Australia, pero se han encontrado poblaciones en Queensland, Australia Occidental y Nueva Gales del Sur.También se encuentran en el popular destino turístico Alice Springs Desert Park, en el Territorio del Norte.
C. pomiformis se ha encontrado en el norte de Australia Occidental, el Territorio del Norte y Queensland. Los árboles huéspedes incluyen Co. cliftoniana, Co. collina, Co. deserticola, Co. dichromophloia, Co. drysdalensis, Co. erythrophloia, Co. hamersleyana, Co. intermedia y Co. terminalis. C. echiniformis se encuentra en el norte de Australia Occidental, el Territorio del Norte, el oeste de Queensland y el extremo noroeste de Nueva Gales del Sur. Los árboles huéspedes son Co. chippendalei, Co. clarksoniana, Co. foelscheana, Co. greeniana, Co. lenziana, Co. polycarpa, Co. ptychocarpa y Co. terminalis. En 2015, C. campanidorsalis se encontró por primera vez en el centro de Brisbane. El único árbol huésped conocido es Co. trachyphloia.

## Cultivo y uso
Los bush coconuts suelen recogerse durante la estación fría, normalmente en abril o mayo, cuando aún contienen el insecto vivo.Se recogen del árbol huésped y se abren con una piedra u otro objeto duro. La agalla puede ablandarse colocándola sobre cenizas calientes. Se raspa el revestimiento carnoso de la agalla y se consumen el insecto y la carne. El bush coconut es una fuente de alimento para los indígenas australianos y también para aves y otros insectos.El insecto tiene un sabor dulce y jugoso y un alto contenido en agua. El agua del interior del insecto se conoce como jugo de bush coconut. Las agallas sirven de refugio a artrópodos como grillos arborícolas, hormigas y arañas.

## Nutrición
El bush coconut aporta una buena fuente de proteínas a la dieta. Una investigación sobre la nutrición del bush coconut de Cystococcus pomiformis que vive en una agalla de Corymbia opaca descubrió que tanto los insectos machos como las hembras tienen un alto contenido en proteínas y una elevada energía bruta. El rango de energía bruta fue de 15,12 a 25,13 MJ/kg para las hembras y de 22,56 a 26,87 MJ/kg para los machos. El revestimiento de la agalla, en comparación, tiene menor energía bruta, con un rango de 14,15 a 16,67 MJ/kg.

## Importancia cultural
El bush coconut es conocido por los Arrente de Australia Central, los Gija de Australia Occidental y los Warumungu y Warlpiri de Territorio del Norte, cada uno con sus propios nombres para la fuente de alimento.